# Вознесенский сельсовет (Саянский район)
Вознесенский сельсовет — сельское поселение в Саянском районе Красноярского края.
Административный центр — село Вознесенка.

## История
Статус и границы сельского поселения установлены Законом Красноярского края от 18 февраля 2005 года № 13-3007 «Об установлении границ и наделении соответствующим статусом муниципального образования Саянский район и находящихся в его границах иных муниципальных образований»

## Население
| 2010 | 2012 | 2013 | 2014 | 2015 | 2016 | 2017 |
| ---- | ---- | ---- | ---- | ---- | ---- | ---- |
| 394  | ↘379 | ↘367 | ↘350 | →350 | ↘338 | ↘333 |

## Состав сельского поселения
В состав сельского поселения входит один населённый пункт — село Вознесенка.

## Местное самоуправление
Вознесенский сельский Совет депутатов
Дата избрания: 14.03.2010. Срок полномочий: 5 лет. Количество депутатов:  7
Глава муниципального образования
- Циммерман Леонид Александрович. Дата избрания: 14.03.2010. Срок полномочий: 5 лет